# Фресно (Техас)
Фресно (англ. Fresno) — переписна місцевість (CDP) в США, в окрузі Форт-Бенд штату Техас. Населення — 24 486 осіб (2020).

## Географія
Фресно розташоване за координатами 29°32′15″ пн. ш. 95°28′17″ зх. д. / 29.53750° пн. ш. 95.47139° зх. д. (29.537370, -95.471474).  За даними Бюро перепису населення США в 2010 році переписна місцевість мала площу 24,10 км², з яких 23,77 км² — суходіл та 0,33 км² — водойми. В 2017 році площа становила 22,81 км², з яких 22,48 км² — суходіл та 0,32 км² — водойми.

## Демографія
Згідно з переписом 2010 року, у переписній місцевості мешкало 19 069 осіб у 5549 домогосподарствах у складі 4614 родин. Густота населення становила 791 особа/км².  Було 5897 помешкань (245/км²).
Расовий склад населення:
| - 59,7 % — чорних або афроамериканців - 18,7 % — білих - 1,0 % — азіатів - 0,6 % — корінних американців - 17,0 % — осіб інших рас |

До двох чи більше рас належало 2,9 %. Частка іспаномовних становила 33,1 % від усіх жителів.
За віковим діапазоном населення розподілялося таким чином: 35,5 % — особи молодші 18 років, 60,8 % — особи у віці 18—64 років, 3,7 % — особи у віці 65 років та старші. Медіана віку мешканця становила 29,2 року. На 100 осіб жіночої статі у переписній місцевості припадало 93,3 чоловіків;  на 100 жінок у віці від 18 років та старших — 85,7 чоловіків також старших 18 років.
Середній дохід на одне домашнє господарство  становив 76 357 доларів США (медіана — 66 161), а середній дохід на одну сім'ю — 81 334 долари (медіана — 68 738). Медіана доходів становила 41 706 доларів для чоловіків та 41 614 долари для жінок. За межею бідності перебувало 10,7 % осіб, у тому числі 13,2 % дітей у віці до 18 років та 13,9 % осіб у віці 65 років та старших.
Цивільне працевлаштоване населення становило 10 029 осіб. Основні галузі зайнятості: освіта, охорона здоров'я та соціальна допомога — 28,8 %, роздрібна торгівля — 10,8 %, транспорт — 10,7 %.